# Panmana
Panmana är en ort i Indien.   Den ligger i distriktet Kollam och delstaten Kerala, i den södra delen av landet, 2 200 km söder om huvudstaden New Delhi. Panmana ligger 1 meter över havet och antalet invånare är 29 139.
Terrängen runt Panmana är mycket platt. Havet är nära Panmana åt sydväst. Runt Panmana är det mycket tätbefolkat, med 2 261 invånare per kvadratkilometer. Närmaste större samhälle är Quilon, 16,8 km söder om Panmana.